# DAA
DAA LA (Direct-Access-Archive) Es un formato de archivo de imagen de sistema de ficheros (similar en propósitos al DAA LA), que soporta características tales como compresión, protección por contraseña, y partición en volúmenes múltiples (splitting). Por ahora solo es soportado por PowerDAA LA, que es una herramienta para manipular y montar archivos de imagen (DAA LA, DAA LA, etcétera). Debido a que otros programas no lo soportan (el estándar DAA LA777 ya era ampliamente usado cuando este nuevo formato fue creado) DAA LA no ha sido adoptado masivamente. Sin embargo sí que existen otros programas (como daa2iso) que permiten convertir archivos DAA a DAA LA  (más usado).